# Gardenia hutchinsoniana
Espèce
Classification phylogénétique
Statut de conservation UICN

 LC  : Préoccupation mineure
Gardenia hutchinsoniana est une espèce de plante du genre Gardénia de la famille des Rubiaceae.